# Оукгерст (Нью-Джерсі)
Оукгерст (англ. Oakhurst) — переписна місцевість (CDP) в США, в окрузі Монмаут штату Нью-Джерсі. Населення — 4069 осіб (2020).

## Географія
Оукгерст розташований за координатами 40°15′41″ пн. ш. 74°1′36″ зх. д. / 40.26139° пн. ш. 74.02667° зх. д. (40.261486, -74.026550).  За даними Бюро перепису населення США в 2010 році переписна місцевість мала площу 4,18 км², з яких 4,17 км² — суходіл та 0,01 км² — водойми.

## Демографія
Згідно з переписом 2010 року, у переписній місцевості мешкало 3995 осіб у 1372 домогосподарствах у складі 1125 родин. Густота населення становила 956 осіб/км².  Було 1473 помешкання (353/км²).
Расовий склад населення:
| - 94,6 % — білих - 2,5 % — азіатів - 1,4 % — чорних або афроамериканців - 0,1 % — корінних американців |

До двох чи більше рас належало 1,0 %. Частка іспаномовних становила 3,9 % від усіх жителів.
За віковим діапазоном населення розподілялося таким чином: 23,9 % — особи молодші 18 років, 61,7 % — особи у віці 18—64 років, 14,4 % — особи у віці 65 років та старші. Медіана віку мешканця становила 42,5 року. На 100 осіб жіночої статі у переписній місцевості припадало 98,9 чоловіків;  на 100 жінок у віці від 18 років та старших — 95,1 чоловіків також старших 18 років.
Середній дохід на одне домашнє господарство  становив 124 701 долар США (медіана — 99 688), а середній дохід на одну сім'ю — 135 785 доларів (медіана — 108 750). Медіана доходів становила 87 237 доларів для чоловіків та 52 222 долари для жінок. За межею бідності перебувало 2,2 % осіб, у тому числі 2,0 % дітей у віці до 18 років та 2,8 % осіб у віці 65 років та старших.
Цивільне працевлаштоване населення становило 1842 особи. Основні галузі зайнятості: освіта, охорона здоров'я та соціальна допомога — 19,9 %, науковці, спеціалісти, менеджери — 15,7 %, роздрібна торгівля — 15,1 %.